# OTULIN
OTULIN (англ. OTU deubiquitinase with linear linkage specificity) – білок, який кодується однойменним геном, розташованим у людей на короткому плечі 5-ї хромосоми. Довжина поліпептидного ланцюга білка становить 352 амінокислот, а молекулярна маса — 40 263.
| 10         |  | 20         |  | 30         |  | 40         |  | 50         |
| ---------- |  | ---------- |  | ---------- |  | ---------- |  | ---------- |
| MSRGTMPQPE |  | AWPGASCAET |  | PAREAAATAR |  | DGGKAAASGQ |  | PRPEMQCPAE |
| HEEDMYRAAD |  | EIEKEKELLI |  | HERGASEPRL |  | SVAPEMDIMD |  | YCKKEWRGNT |
| QKATCMKMGY |  | EEVSQKFTSI |  | RRVRGDNYCA |  | LRATLFQAMS |  | QAVGLPPWLQ |
| DPELMLLPEK |  | LISKYNWIKQ |  | WKLGLKFDGK |  | NEDLVDKIKE |  | SLTLLRKKWA |
| GLAEMRTAEA |  | RQIACDELFT |  | NEAEEYSLYE |  | AVKFLMLNRA |  | IELYNDKEKG |
| KEVPFFSVLL |  | FARDTSNDPG |  | QLLRNHLNQV |  | GHTGGLEQVE |  | MFLLAYAVRH |
| TIQVYRLSKY |  | NTEEFITVYP |  | TDPPKDWPVV |  | TLIAEDDRHY |  | NIPVRVCEET |
| SL         |  |            |  |            |  |            |  |            |

A: Аланін

C: Цистеїн

D: Аспарагінова кислота

E: Глутамінова кислота

F: Фенілаланін

G: Гліцин

H: Гістидин

I: Ізолейцин

K: Лізин

L: Лейцин

M: Метіонін

N: Аспарагін

P: Пролін

Q: Глутамін

R: Аргінін

S: Серин

T: Треонін

V: Валін

W: Триптофан

Кодований геном білок за функціями належить до гідролаз, протеаз, тіолових протеаз, фосфопротеїнів. 
Задіяний у таких біологічних процесах, як імунітет, вроджений імунітет, ангіогенез, убіквітинування білків, сигнальний шлях Wnt, ацетилювання, поліморфізм. 
Локалізований у цитоплазмі.